# Гачек снизу
Гачек снизу (◌̬) — диакритический знак, используемый в МФА и УФА.

## Использование
В МФА используется для обозначения звонкости, а также преозвончения и постозвончения (если ставится перед буквой и после буквы соответственно). Был введён в этом значении в 1900 году. Противоположным по значению знаком является кружок снизу (реже — кружок сверху).
В УФА обозначает большую открытость гласного или меньшую напряжённость согласного, а также неогублённость (если ставится после буквы).
В варианте транскрипции Дания 1925 года обозначает глухость.